# Mauritiusi paradicsom-légykapó
A mauritiusi paradicsom-légykapó (Terpsiphone bourbonnensis) a madarak osztályának verébalakúak (Passeriformes) rendjébe és a császárlégykapó-félék (Monarchidae) családjába tartozó faj.

## Rendszerezése
A fajt Philipp Ludwig Statius Müller német ornitológus írta le 1776-ban, a Muscicapa nembe Muscicapa bourbonnensis néven.

## Előfordulása
A Mascarenhas-szigetcsoporthoz tartozó, Mauritius és Réunion területén honos. Természetes élőhelyei a szubtrópusi és trópusi síkvidéki esőerdők, valamint ültetvények és vidéki kertek. Állandó, nem vonuló faj.

## Alfajai
- Terpsiphone bourbonnensis bourbonnensis - (Statius Muller, 1776) - Reunion területén honos.
- Terpsiphone bourbonnensis desolata - (Salomonsen, 1933) - Mauritius területén honos.[2]

## Megjelenése
Testhossza 20 centiméter, testtömege 16-18 gramm.
|  |

## Életmódja
Rovarokkal táplálkozik.

## Természetvédelmi helyzete
Az elterjedési területe kicsi, egyedszáma ugyan csökken, de még nem éri el a kritikus szintet. A Természetvédelmi Világszövetség Vörös listáján nem fenyegetett fajként szerepel.